# Cys-la-Commune
Pour les articles homonymes, voir Cys.
Cys-la-Commune est une commune française située dans le département de l'Aisne en région Hauts-de-France.

## Géographie
Le village est traversé par l'Aisne et par un ruisseau, le Rhu qui est aussi le nom d'un petit écart à cheval sur ce cours d'eau. Le canal latéral à l'Aisne traverse le territoire de la commune.

### Hydrographie

#### Réseau hydrographique
La commune est située dans le bassin Seine-Normandie. Elle est drainée par l'Aisne, le canal latéral à l'Aisne et le cours d'eau 01 de la commune de Cys-la-Commune,,.
L'Aisne est un  cours d'eau naturel navigable de 256 km de longueur, traversant les cinq départements Meuse, Marne, Ardennes, Aisne, Oise. Elle est un affluent de rive gauche de l'Oise, ce qui fait d'elle un sous-affluent de la Seine.
Le canal latéral à l'Aisne relie Vieux-lès-Asfeld (Ardennes) à Celles-sur-Aisne (Aisne), en passant par Berry-au-Bac.

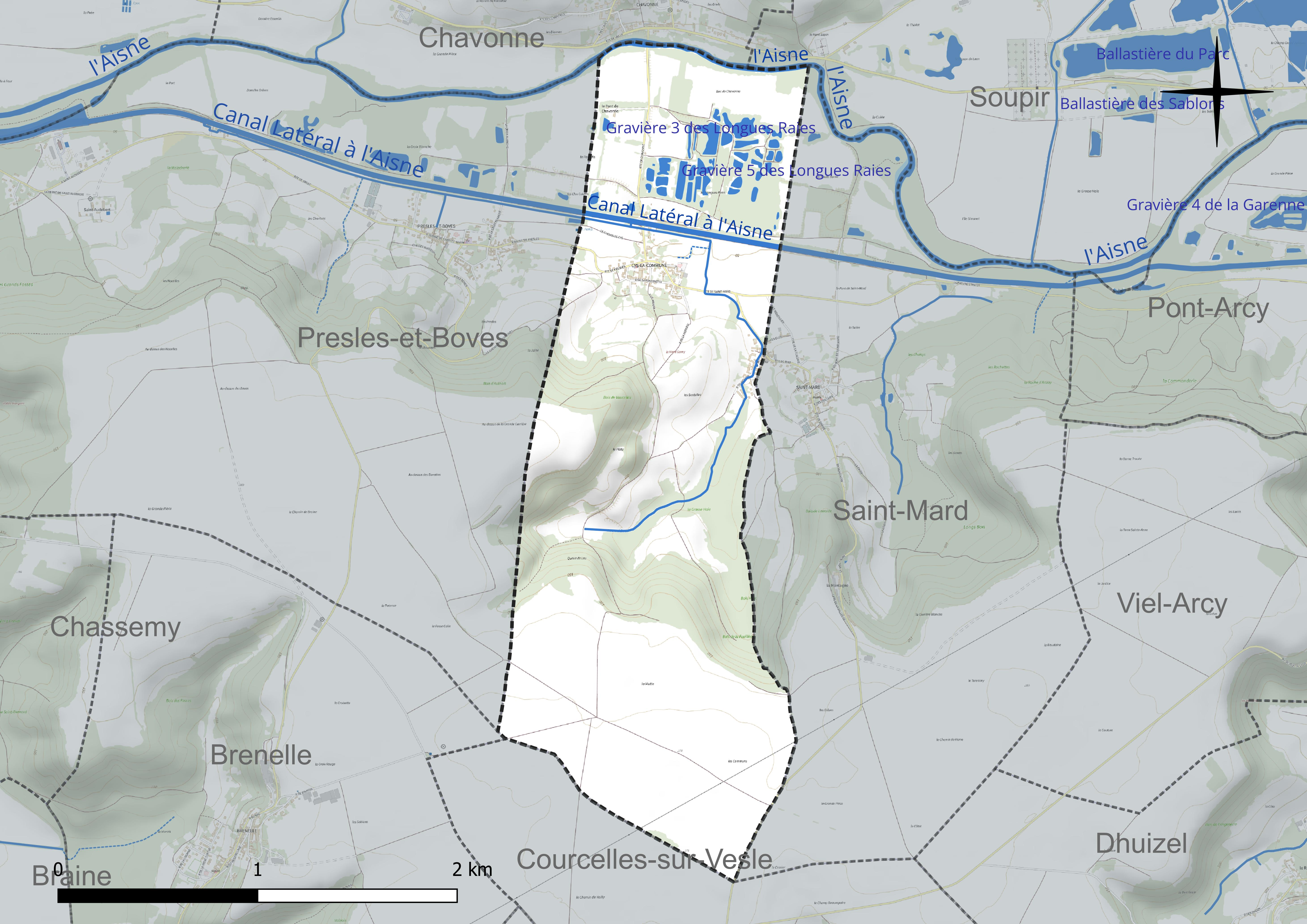
Réseau hydrographique de Cys-la-Commune.

Trois plans d'eau complètent le réseau hydrographique : la gravière 3 des Longues Raies (1,1 ha), la gravière 5 des Longues Raies (2,1 ha) et la gravière des 4 des Longues Raies (1,2 ha),.

#### Gestion et qualité des eaux
Le territoire communal est couvert par le schéma d'aménagement et de gestion des eaux (SAGE) « Aisne Vesle Suippe ». Ce document de planification, dont le territoire s'étend sur 3 096 km2 répartis sur trois départements (Aisne, Marne et Ardennes) et deux régions (Champagne-Ardenne et Picardie), a été approuvé le 16 décembre 2013. La structure porteuse de l'élaboration et de la mise en œuvre est le Syndicat d'aménagement des bassins Aisne Vesle Suippe (SIABAVES).
La qualité des cours d'eau peut être consultée sur un site spécial géré par les agences de l'eau et l'Agence française pour la biodiversité.

### Climat
Pour des articles plus généraux, voir Climat des Hauts-de-France et Climat de l'Aisne.
En 2010, le climat de la commune est de type climat océanique dégradé des plaines du Centre et du Nord, selon une étude du CNRS s'appuyant sur une série de données couvrant la période 1971-2000. En 2020, Météo-France publie une typologie des climats de la France métropolitaine dans laquelle la commune est exposée à un climat océanique altéré et est dans la région climatique Nord-est du bassin Parisien, caractérisée par un ensoleillement médiocre, une pluviométrie moyenne régulièrement répartie au cours de l'année et un hiver froid (3 °C).
Pour la période 1971-2000, la température annuelle moyenne est de 10,3 °C, avec une amplitude thermique annuelle de 14,6 °C. Le cumul annuel moyen de précipitations est de 699 mm, avec 12 jours de précipitations en janvier et 8,6 jours en juillet. Pour la période 1991-2020, la température moyenne annuelle observée sur la station météorologique la plus proche, située sur la commune de Braine à 6 km à vol d'oiseau, est de 11,3 °C et le cumul annuel moyen de précipitations est de 662,7 mm,. Pour l'avenir, les paramètres climatiques de la commune estimés pour 2050 selon différents scénarios d'émission de gaz à effet de serre sont consultables sur un site spécial publié par Météo-France en novembre 2022.

## Urbanisme

### Typologie
Au 1er janvier 2024, Cys-la-Commune est catégorisée commune rurale à habitat dispersé, selon la nouvelle grille communale de densité à 7 niveaux définie par l'Insee en 2022.
Elle est située hors unité urbaine et hors attraction des villes,.

### Occupation des sols
L'occupation des sols de la commune, telle qu'elle ressort de la base de données européenne d'occupation biophysique des sols Corine Land Cover (CLC), est marquée par l'importance des territoires agricoles (76,4 % en 2018), en augmentation par rapport à 1990 (70,7 %). La répartition détaillée en 2018 est la suivante : terres arables (63,6 %), forêts (23,6 %), zones agricoles hétérogènes (12,7 %).
L'évolution de l'occupation des sols de la commune et de ses infrastructures peut être observée sur les différentes représentations cartographiques du territoire : la carte de Cassini (XVIIIe siècle), la carte d'état-major (1820-1866) et les cartes ou photos aériennes de l'IGN pour la période actuelle (1950 à aujourd'hui).

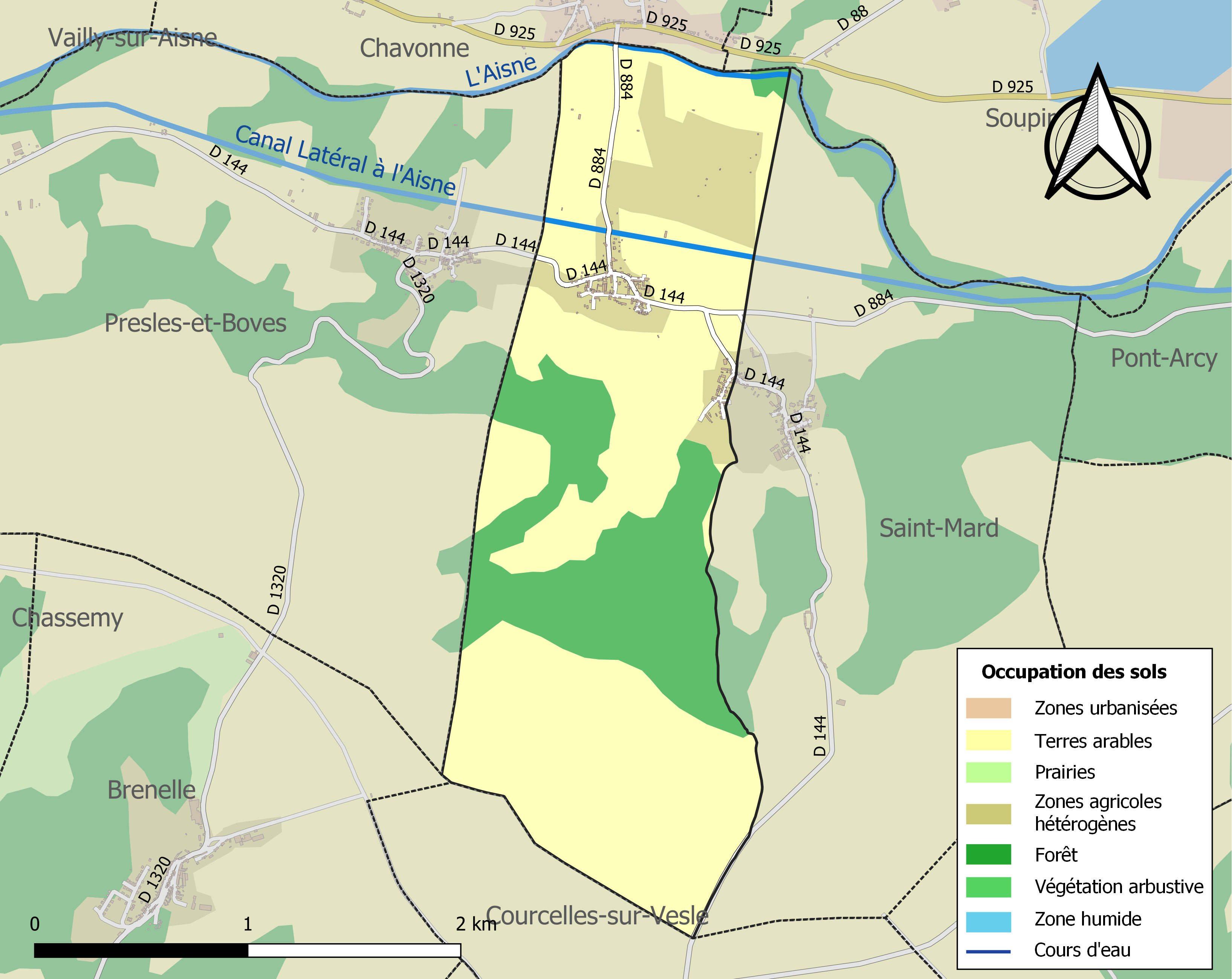
Carte des infrastructures et de l'occupation des sols de la commune en 2018 (CLC).

## Toponymie
Le nom de la localité est attesté sous les formes Cis (IXe siècle) ; Cis-super-Azonam (1184) ; Ciis (1355) ; Sis-outre-Aisne (1398) ; Commune de Sisse (1464) ; Ciis-la-Commune (1711).
La disparition des alleux a pu être compensée, au moins en partie, par l'apparition de nouveaux espaces libres. Les habitants des villes, mais aussi des campagnes, se sont parfois organisés en « ligues jurées ». Des ligues ou « communes », formés sur le latin communalia (« propriétés possédées en commun par les gens du village »). Elles ont pu percevoir des privilèges juridiques, comme la propriété ou la gestion collective des terres. Ces biens communaux ont parfois été à l'origine de villages auxquels ils ont donné leur nom. Le village est connu par l'institution communale qu'il avait obtenue, vers 1178, d'Henri 1er, comte de Champagne, et elle lui fut confirmée par Thibaut III, comte de Champagne, en 1189. La charte en est perdue depuis longtemps ; mais les habitants furent successivement confirmés dans leurs franchises par les comtes de Champagne et par les rois de France, de sorte qu'ils en jouissaient encore au moment de la révolution française. Il possédaient la seigneurie de leurs villages, avec la justice haute, moyenne et basse, la pêche, la chasse, l'usage des garennes et pâturages. Ils élisaient un maire commun pour trois ans. La révolution a supprimé cette petite république, comme toutes les autres institutions anciennes. Le déterminant de la-Commune lui vient d'un privilège accordé en 1790 qui lui permettait de conserver son maire et son juge de paix.

## Histoire
Des traces d'habitat franc du Moyen Âge ont été révélés par des fouilles qui eurent lieu en 1890. Le village dépendait au VIIe siècle de la seigneurie de Braine, puis passait aux comtes de Champagne au Xe siècle qui le soumettait à la juridiction d'Oulchy. Thibault de Champagne accordait une franchise municipale en 1199 aux villages de Cys, Presle, Saint-Mard, Rhu et Boves. Charte qui fut confirmée en 1661 par Louis XIV.

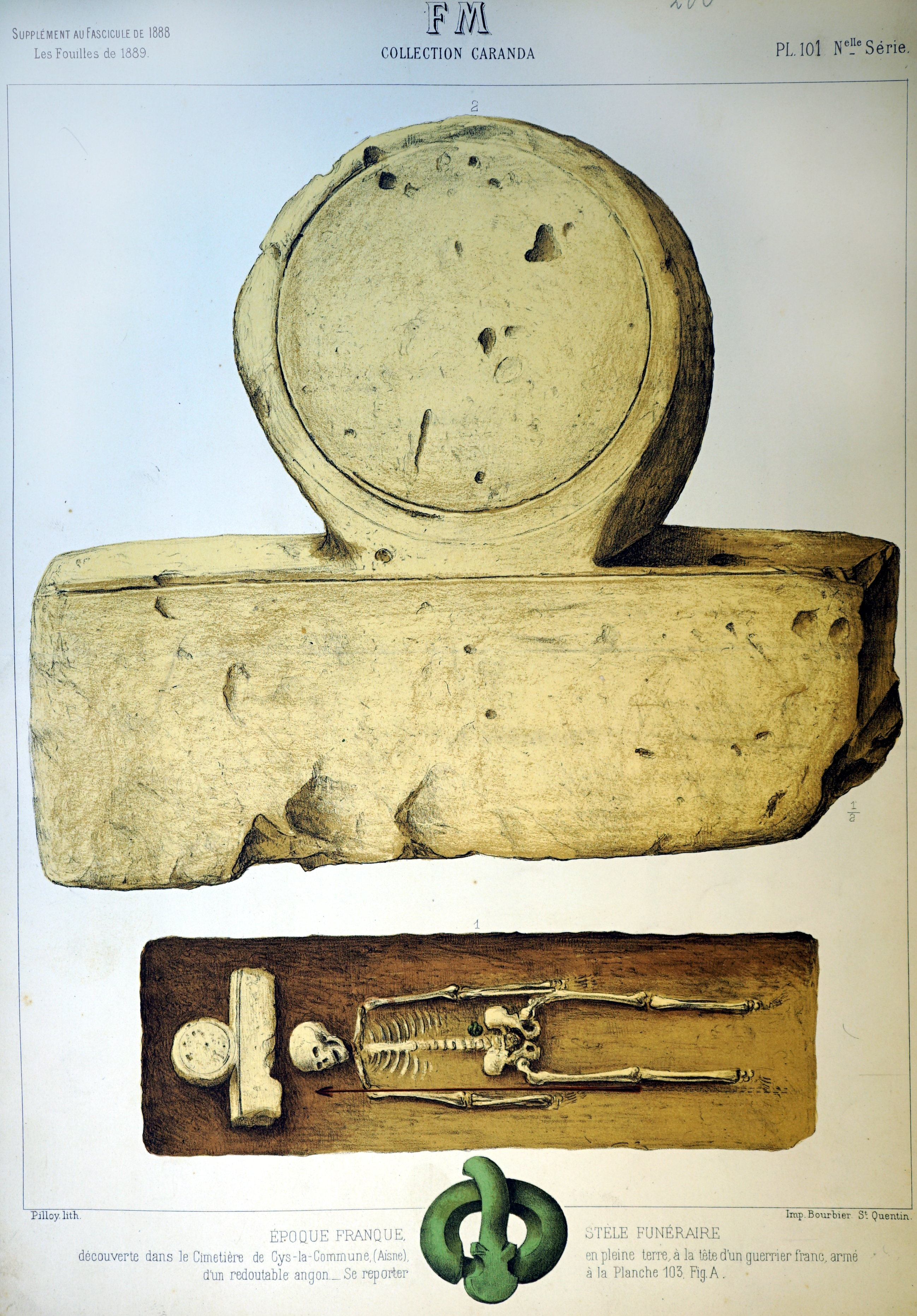
Fouilles de
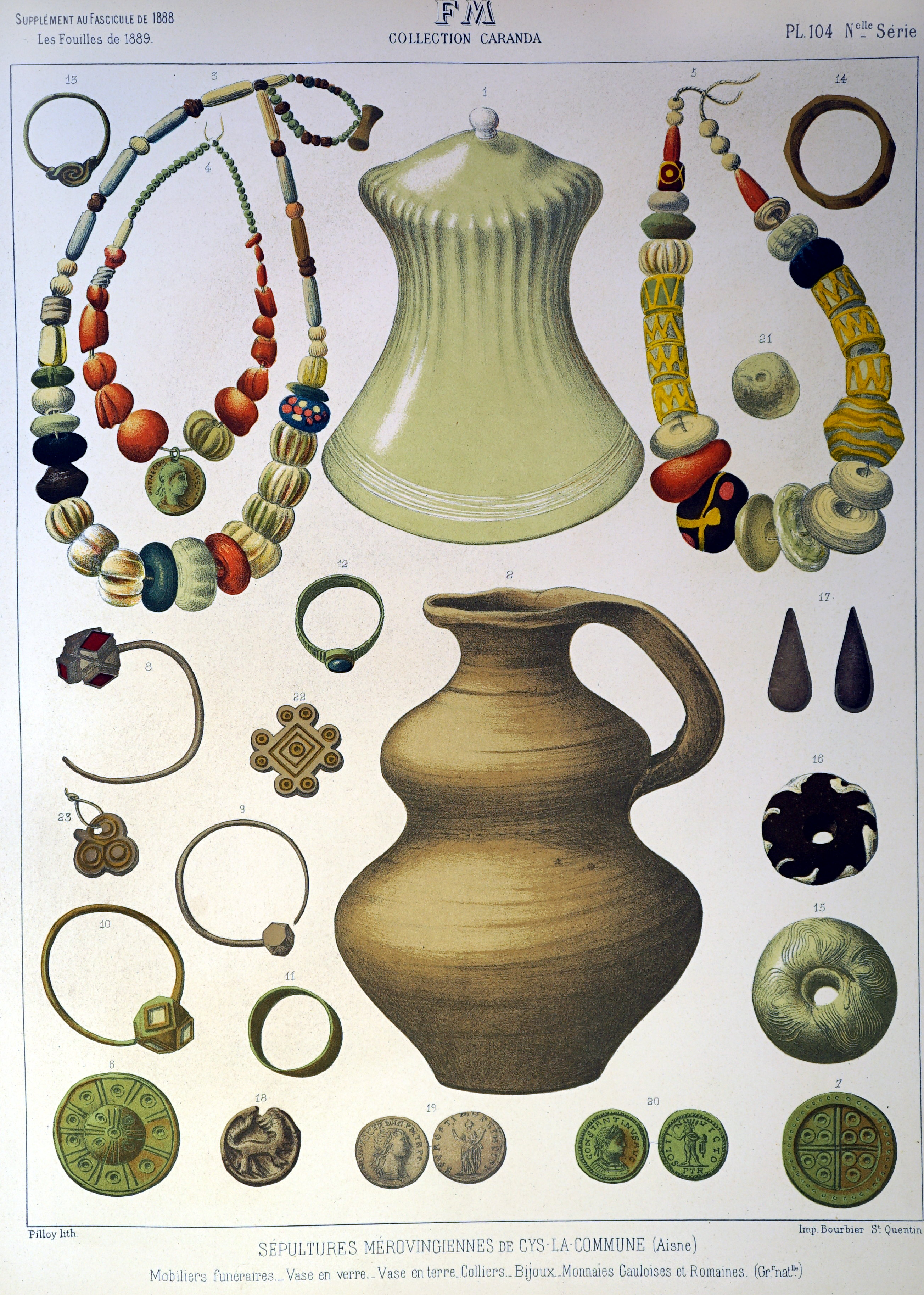
Moreau et
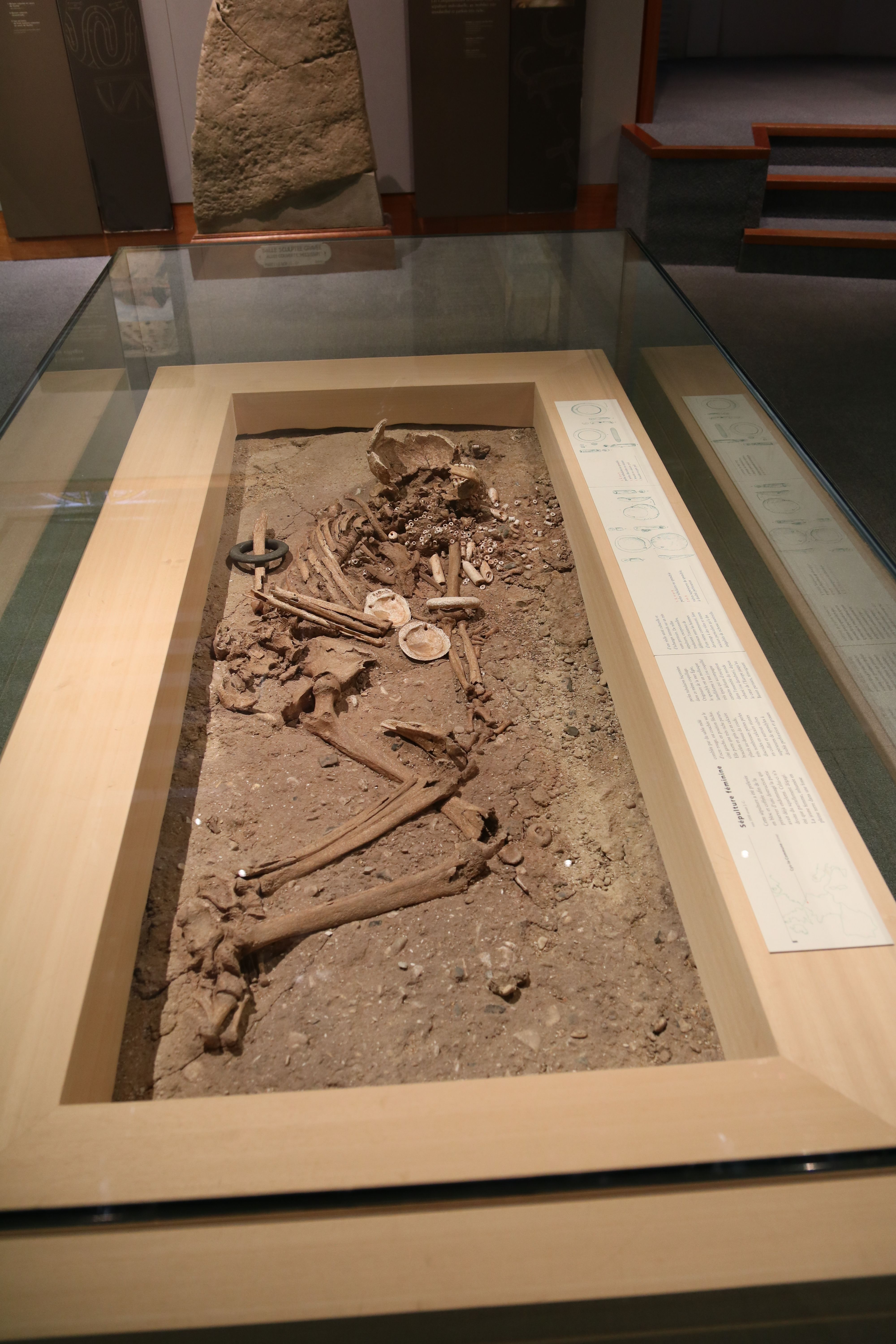
pièces au
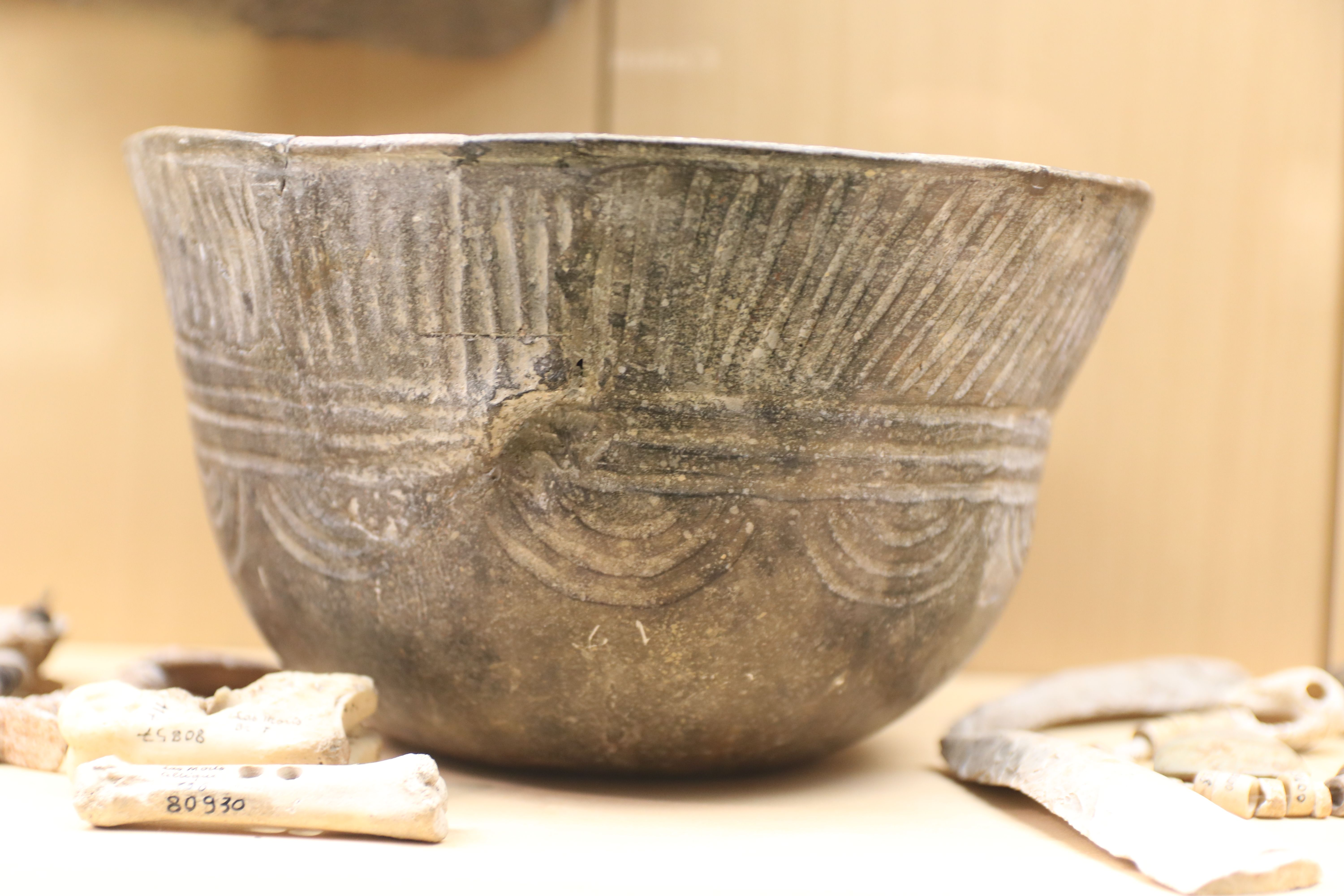
musée d'archéologie nationale.

Le chemin des Fourches, qui partait de l'ancienne maison commune et vers le sud atteignait le lieu-dit la Potence sur la colline, montre qu'il y avait ici des fourches patibulaires signe de haute-justice locale. Louis XV ordonnait que l'élection des juges, maïeurs, lieutenant, procureur fiscal et greffier se fit tous les trois ans, le lendemain de la Pentecôte, parmi les gens gradués. En 1790, un avocat originaire du pays plaidait auprès de l'Assemblée constituante pour que la commune garda la liberté d'avoir son mayeur, juge de paix comme depuis des siècles. Voici l'origine de Cys-la-commune.
Le village avait deux moulins sur le Rhu avant la Première Guerre mondiale, guerre qui laissait de nombreuses destructions et en priorité la gare du CBR qui ne fut jamais reconstruite.

## Politique et administration

### Découpage territorial
La commune de Cys-la-Commune est membre de la communauté de communes du Val de l'Aisne, un établissement public de coopération intercommunale (EPCI) à fiscalité propre créé le 28 décembre 1994 dont le siège est à Presles-et-Boves. Ce dernier est par ailleurs membre d'autres groupements intercommunaux.
Sur le plan administratif, elle est rattachée à l'arrondissement de Soissons, au département de l'Aisne et à la région Hauts-de-France. Sur le plan électoral, elle dépend du  canton de Fère-en-Tardenois pour l'élection des conseillers départementaux, depuis le redécoupage cantonal de 2014 entré en vigueur en 2015, et de la cinquième circonscription de l'Aisne  pour les élections législatives, depuis le dernier découpage électoral de 2010.

### Administration municipale
| Période                                  | Période                       | Identité        | Étiquette | Qualité                                     |
| ---------------------------------------- | ----------------------------- | --------------- | --------- | ------------------------------------------- |
| avant 1874                               | 1875                          | Davaux          |           |                                             |
| Les données manquantes sont à compléter. |                               |                 |           |                                             |
| mars 2001                                | En cours (au 12 juillet 2020) | Christian Denis | DVD       | Agriculteur Réélu pour le mandat 2020-2026, |

## Démographie
L'évolution du nombre d'habitants est connue à travers les recensements de la population effectués dans la commune depuis 1793. Pour les communes de moins de 10 000 habitants, une enquête de recensement portant sur toute la population est réalisée tous les cinq ans, les populations de référence des années intermédiaires étant quant à elles estimées par interpolation ou extrapolation. Pour la commune, le premier recensement exhaustif entrant dans le cadre du nouveau dispositif a été réalisé en 2004.

En 2022, la commune comptait 159 habitants, en évolution de +15,22 % par rapport à 2016 (Aisne : −1,97 %, France hors Mayotte : +2,11 %).
| 1793 | 1800 | 1806 | 1821 | 1831 | 1836 | 1841 | 1846 | 1851 |
| ---- | ---- | ---- | ---- | ---- | ---- | ---- | ---- | ---- |
| 199  | 212  | 232  | 213  | 204  | 207  | 222  | 220  | 228  |

| 1856 | 1861 | 1866 | 1872 | 1876 | 1881 | 1886 | 1891 | 1896 |
| ---- | ---- | ---- | ---- | ---- | ---- | ---- | ---- | ---- |
| 248  | 218  | 228  | 215  | 202  | 174  | 174  | 164  | 154  |

| 1901 | 1906 | 1911 | 1921 | 1926 | 1931 | 1936 | 1946 | 1954 |
| ---- | ---- | ---- | ---- | ---- | ---- | ---- | ---- | ---- |
| 161  | 155  | 173  | 84   | 106  | 123  | 120  | 110  | 124  |

| 1962 | 1968 | 1975 | 1982 | 1990 | 1999 | 2004 | 2006 | 2009 |
| ---- | ---- | ---- | ---- | ---- | ---- | ---- | ---- | ---- |
| 132  | 144  | 126  | 127  | 120  | 127  | 134  | 136  | 150  |

| 2014 | 2019 | 2022 | - | - | - | - | - | - |
| ---- | ---- | ---- | - | - | - | - | - | - |
| 145  | 153  | 159  | - | - | - | - | - | - |

## Culture locale et patrimoine

### Lieux et monuments
L'église paroissiale Saint-Étienne, construite à la fin du XIIe siècle pour la nef et le chœur et au début du XIIIe siècle pour le bas-côté sud.

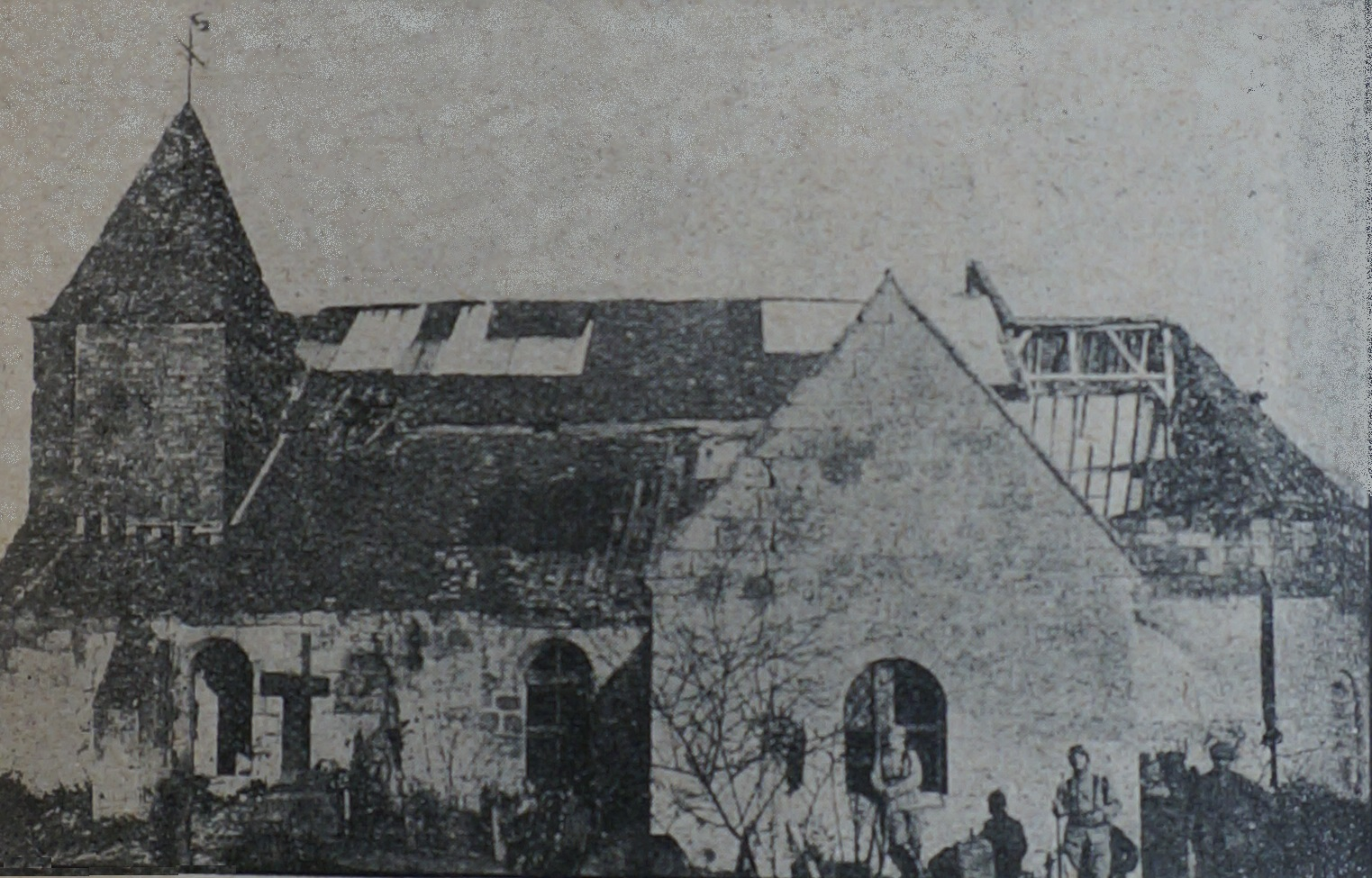
L'église et ses dégâts de la Première Guerre mondiale.

## Pour approfondir